# Чоргунський (Бібіковський) ісар
Чоргунський (Бібіковський) ісар (крим. Çorğuna İsar) — середньовічний замок в південно-західній частині Криму. Розташований за 2 км на південний схід від населеного пункту Чорноріччя в Бахчисарайському районі Автономної Республіки Крим, на вершині г. Ісар (222 м).
Перше археологічне обстеження фортеці провели С. М. Бібіков та О. К. Тахтай у 1938 році. Також археологічні розкопки на території замку проводилися на початку 1980-х років.
Із сусідніми вершинами гора з'єднана вузькою сідловиною, по якій йшла середньовічна дорога у замок. З півночі і заходу вершина обмежена оборонною стіною протяжністю до 130 м, яка збереглася у висоту до 3 м. Товщина стін 1,8—2,2 м. Біля брами в західній частині замку знаходилася прямокутна вежа-донжон.
Замок датується XIV—XV століттями. У XV столітті фортеця входила в систему прикордонних фортифікаційних об'єктів князівства Феодоро в південно-західній частині Криму.